# Étienne Capoue
Étienne Capoue, född den 11 juli 1988 i Niort, är en fransk professionell fotbollsspelare. Capoue kan spela som antingen defensiv mittfältare eller försvarare. Han är yngre bror till Aurélien Capoue.

## Klubbkarriär
Capoue började sin karriär i Niortklubben Chamois Niortais. År 2002 lämnade han klubben och gick till FC Chauray, en lokal klubb i stadenChauray. Capoue stannade i klubben i två år innan han gick till Angers i Pays de la Loire. Under en match med ungdomslaget mot Tolouse drog Capoue till sig uppmärksamhet av klubbens scouter som erbjöd honom en veckas provspel. Innan Capoue anslöt till Tolouse för provspel blev han även kontaktad av Lille, Auxerre och Bordeaux. Capoues val föll på Toulouse på grund av klubbens träningsanläggning och bra väder.

### Toulouse
Capoue inledde sin klubbkarriär med Toulouse under 2006 i klubbens U18-lag. Under inledningen av säsongen 2007/2008, spelade i klubbens Championnat de France amateur-lag i fjärde divisionen och gjorde åtta framträdanden. Halvvägs genom säsongen blev Capoue inkallad till seniorlaget av tränaren Alain Casanova. Den 8 december 2007 gjorde han sin professionella debut då han blev inbytt i en 1-0–seger över Lille. Den följande veckan gjorde Capoue sin första professionella match med en plats i startelvan när Tolouse mötte Paris Saint-Germain på Parc des Princes. Toulouse vann matchen 2-1 och Capoue spelade 71 minuter.
Den 7 februari 2008 tecknade Capoue, tillsammans med lagkamraten Cheikh M'Bengue, sitt första proffskontrakt när de båda parterna enades om ett treårigt avtal fram till 2011. Säsongen 2008/2009 parade Casanova ihop den unge defensive mittfältaren med tidigare ungdomslagkamraten Moussa Sissoko och Rennes-nyförvärvet Étienne Didot. Trion fungerade bra ihop och Capoue gjorde totalt 36 framträdanden. Den 18 oktober 2008 gjorde Capoue sitt första professionella mål i en 2-1–förlust mot Bordeaux. Under säsongen fick han 14 gula kort, näst flest i ligan efter Valenciennes Siaka Tiéné. För sina prestationer blev Capoue nominerad till Ligue 1 Young Player of the Year och klubben förlängde hans kontrakt fram till år 2013.
Under säsongen 2009/2010 säsong framträdde Capoue regelbundet i a-laget och drog till sig intresse från italienska klubben Lazio och Premier League-klubbarna Liverpool och Arsenal. Den 26 november 2009 svarade Toulouse till intresset genom att nå en överenskommelse med Capoue om en ettårig förlängning av hans kontrakt fram till 2014. Capoue spelade totalt 41 matcher under säsongen och samlade på sig 17 gula kort, varav 13 kom i Ligue 1, vilket gjorde Capoue till säsongens mest varnade spelare i ligan.
I juli 2013 accepterade Toulouse ett rapporterat bud på £ 9,5 miljoner från Premier League-klubben Cardiff City. Parterna kom dock inte överens på personlig nivå och övergången slutfördes inte. Den 15 augusti 2013 genomgick Capoue istället en övergång för £9,3 miljoner till Tottenham Hotspur.

### Tottenham Hotspur
Den 15 augusti 2013 meddelade Tottenham Hotspur officiellt att Capoue genomgått en övergång till klubben. Capoue gjorde sin debut för Spurs den 18 augusti 2013 när han kom in istället för Moussa Dembélé i en 1-0–vinst borta mot Crystal Palace på Selhurst Park.

### Watford
Den 6 juli 2015 anslöt Capoue till den nyblivna Premier League-klubben Watford genom en rekordaffär för klubben  på 6,3 miljoner pund.

### Villarreal
Den 30 december 2020 värvades Capoue av spanska Villarreal, där han skrev på ett 2,5-årskontrakt med start den 4 januari 2021 då transferfönstret öppnade.

### Webbkällor
- Étienne Capoue på Soccerway (engelska)
- Étienne Capoue statistik i franska ligan på LFP.fr (franska)
- Étienne Capoue på L'Équipe Football (franska)